# Hendrik Forstner van Dambenoy
Hendrik Frederik Christoph baron Forstner van Dambenoy (Maastricht, 15 augustus 1792 – Utrecht, 23 maart 1870) was een conservatieve luitenant-generaal en onder meer minister van Oorlog.

## Persoonlijk leven
Forstner, lid van de familie Forstner van Dambenoy, werd geboren als zoon van C.H.F.W. baron Forstner van Dambenoy (1762-1837), officier in Statendienst, en M.L.W. von Roman (1761-1852). Hij werd in 1828 ingelijfd in de Nederlandse adel met de titel van baron bij eerstgeboorte, in hetzelfde jaar omgezet in de titel van baron op allen. Hij trouwde in 1836 M.C. barones d'Ablaing van Giessenburg (1805-1885), dochter van Johan Daniël Cornelis Carel Willem d'Ablaing van Giessenburg. Zij kregen een dochter en een zoon, met welke laatste de Nederlandse tak van dit geslacht in 1931 uitstierf.

## Loopbaan
Forstner werd in 1814 benoemd tot cadet in Württembergse dienst en in 1816 tot eerste luitenant. Hij werd in februari 1827 bevorderd tot kapitein bij de generaal kwartiermeesterstaf. In deze rang verkreeg hij in april 1827 van koning Willem I van Württemberg twee gouden medailles.

### Belgische opstand

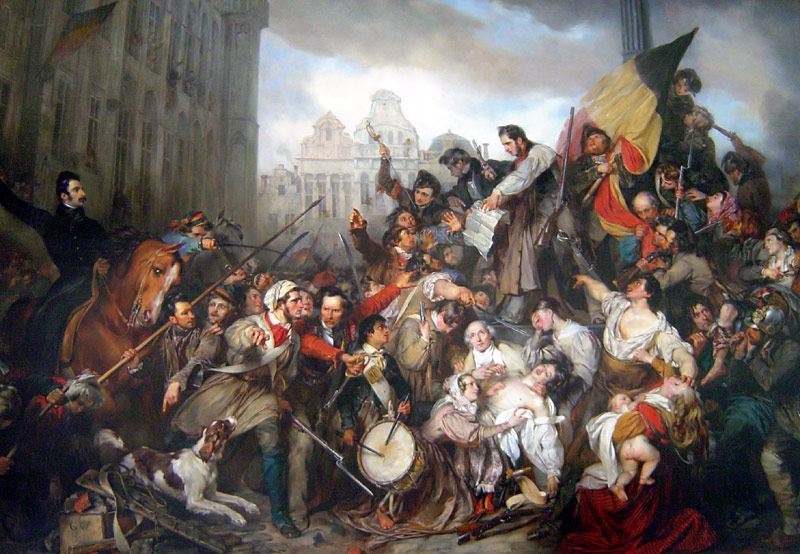
Belgische opstand

Gedurende de Belgische opstand diende Forstner bij de Generale Staf en werd als zodanig door de opperbevelhebber van het regeringsleger, als parlementair, door het vijandelijke leger heen, naar Maastricht gezonden. Bij de meeste posten werd hij goed ontvangen, vooral bij deze die door Franse officieren gecommandeerd werden. Alleen generaal Daine had hem niet goed ontvangen en het hem moeilijk gemaakt zijn weg te vervolgen. De derde dag na zijn vertrek kwam Forstner aan te Maastricht, waar hij hoorde dat het generaal Dibbets en het gehele garnizoen nog goed ging. De vesting was geheel gedeblokkeerd maar er was echter geen communicatieweg open omdat er in het protocol, volgens de overloper Daine, alleen een civiele communicatieweg was bepaald. Forstner vernam hier dat er op Maastricht niet geschoten was maar dat de vijandelijke tirailleurs, begunstigd door een zware mist, het gewaagd hadden tot de palissaden van de bedekte weg door te dringen en op de bezetting en schildwachten der werken te vuren, maar deze tirailleurs werden snel verdreven. Bij deze gelegenheid merkte generaal Dibbets de slechte geest op die onder een groot gedeelte van de bevolking heerste; zodra men in de stad een aanval ondernam dan verzamelden zich volkshopen op de straten die, hoewel ongewapend, Dibbets beletten zich in persoon te overtuigen van de reden van deze volksbeweging. Na het nemen van gepaste maatregelen verspreidde het volk zich echter weer.
Gedurende deze tocht was Forstner in de gelegenheid met gewezen soldaten en onderofficieren van het regeringsleger te spreken die de grootste lof hadden voor de behandeling die zij altijd van de officieren hadden gekregen. De opstandige zuidelijke troepen waren nog niet geordend en alles zag er in Forstners ogen nog zeer verwilderd uit. De nieuw gevormde infanterie was uit jonge miliciëns samengesteld en leek nog ongeoefend te zijn; de overige troepen, vooral de vrijwilligers, hadden het voorkomen van struikrovers en ongeregelde kozakken. Forstner kwam op 1 februari 1831 weer te Breda aan. Hij werd op 15 februari 1834 tot majoor benoemd, op 28 maart 1835 eervol ontslagen als chef van de staf van de tweede brigade der tweede afdeling van het leger te velde en toegevoegd aan de erfprins van Oranje. Deze had bij Koninklijk Besluit van 31 augustus 1831 nummer 113 de woorden gesproken: Het is uw moed, mijn wapenbroeders, uw volharding en uw gehoorzaamheid aan orders en bevelen waaraan wij deze gelukkige uitkomst verschuldigd zijn die aan Koning en Vaderland zo grote stof tot blijdschap geven. Aan uw verdiensten is het dat ik de beloning dank weet die mij heden te beurt is gevallen. Door mijn onveranderlijke en oprechte toegenegenheid hoop ik u te tonen, dat ik erkentelijk ben. Het heeft aan Zijne Majesteit behaagt u beloningen uit te reiken. Forstner werd per dit besluit benoemd tot ridder in de Militaire Willems-Orde vierde klasse. Hij vergezelde de prins op tal van buitenlandse reizen, onder meer naar Italië, Keulen en Innsbruck (1837) en werd op 1 maart ontslagen uit deze betrekking om weer ter beschikking te worden gesteld van de generale staf van het leger te velde, waar hij zijn dienst hervatte.

### Latere loopbaan

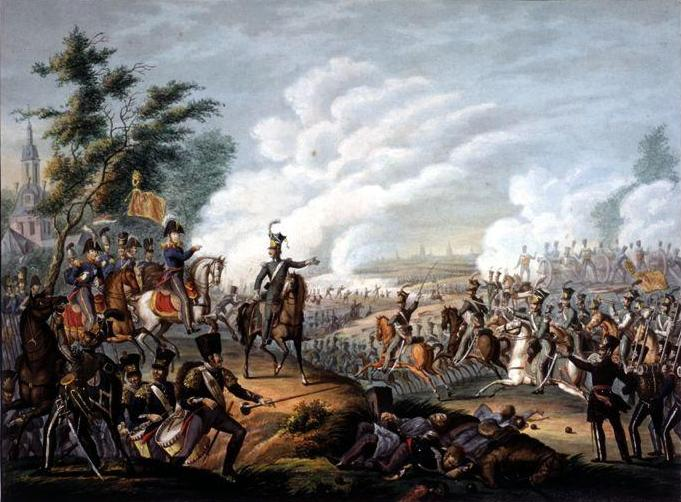
Belgische opstand

Forstner werd op 22 december 1840 benoemd tot chef van de staf de prins van Oranje, luitenant-generaal der infanterie, tot dan chef van de staf der tweede divisie infanterie; uit deze betrekking werd hij eervol ontslagen (bij hetzelfde besluit werd kapitein der generale staf De Constant Rebecque aangesteld tot chef van de staf van prins Alexander). Forstner werd op 1 april 1841 bevorderd tot luitenant-kolonel en bij Koninklijk Besluit van 27 februari 1843 nummer 61 werd bepaald dat Forstner behoudens zijn betrekking van chef van de staf van de prins van Oranje als inspecteur-generaal van de infanterie, vanaf 1 maart 1843, belast zou worden met de functie van chef van het bureau topografie, bij de afdeling genie van het Departement van Oorlog. Daarvoor, bij besluit van 19 mei 1842 nummer 3, was hij al benoemd tot lid van de ridderschap van het hertogdom Luxemburg.
Ter gelegenheid van het huwelijk, op 18 juni 1839, van prinses Sophie der Nederlanden met de kroonprins werd Forstner benoemd tot ridder in de Orde van de Nederlandse Leeuw. In november 1847 nam hij als lid (in 1848 als lid van de Raad van Bestuur) zitting in het comité van het Nederlands Instituut van Ingenieurs. Hij schreef in 1846 Le Militaire, een kritiek op het werk van jhr. Mock, oud-officier der generale staf, de Begroting van Oorlog aan de verdediging des Vaderlands en de staat der geldmiddelen en besloot zijn brochure met de woorden zo het leger, na de harde en moeilijke beproevingen die het reeds heeft doorstaan, nieuwe besnoeiingen zou moeten doorstaan, het beter was met één pennestreek een streep door het gehele leger te halen. Op 8 mei 1849 verkreeg hij vergunning tot het aannemen en dragen van de versierselen van commandeur der Orde van de Württembergse Kroon, hem door de koning van Württemberg geschonken, op 1 september van dat jaar werd hij benoemd tot gouverneur van de Koninklijke Prinsen en bij besluit van 2 december 1849 nummer 2 bevorderd tot kolonel (buiten bezwaar van de schatkist). Hij werd in januari 1850 benoemd tot ridder in de Orde van de Eikenkroon met de ster als een blijk van volkomen tevredenheid over de wijze waarop hij de opvoeding der prinsen, meer bepaald die van de Prins van Oranje, bestuurd had. In dezelfde maand werd Forstner benoemd tot intendant der opvoeding van de zonen van de koning.

### Minister van Oorlog
Forstner werd in september 1852 benoemd tot minister van Oorlog in het kabinet-Thorbecke I; korte tijd na zijn aantreden werd van hem gezegd: hij is geen politiek man en kan geen Minister van Oorlog zijn onder een vrijzinnig zowel als onder een vrijheidslievend gouvernement. Conflicterend met zijn ministerschap was onder meer zijn bestuursfunctie van de Haagse kiesvereniging Nederland en Oranje, waar in het programma niet geheel werd ingestemd met de grondwet (inzake gelijk burgerschap voor verschillende belijders van diverse godsdiensten) en wat dus conflicteerde met de naleving van diezelfde grondwet (en dus met de persoon van Thorbecke) door de Minister. Forstner wist zich te handhaven in zijn functie en meldde: Voor Nederland en Oranje ben ik mijn gehele leven geweest en daarvoor zal ik blijven. Hij, die de leer van het oppergezag, en hij die het erfelijk oppergezag der vorsten huldigde konden samen wel een jaar in de Ministerraad zitten, zonder te bemerken, dat zij een verschillende staatkundige leer aankleven. Forstner werd bij besluit van 19 april 1853 nummer 99, in zijn functie als minister, benoemd tot generaal-majoor; op 23 april 1853 boden zowel Forstner als minister van Koloniën Pahud en minister van Marine Enslie hun ontslag aan (de kwestie ging over de grondwet), wat geweigerd werd door de koning omdat de voor hen bestaand hebbende aanleiding tot dit verzoek was opgeheven. Forstner werd bij besluit van 14 december 1854, na het ontslag van Enslie, tijdelijk benoemd tot minister van Marine (tot 3 februari 1855, dan opgevolgd door De Smit van den Broecke). Forstner was verder minister in het Kabinet Van Hall en Van der Brugghen. Zijn optreden in het liberale kabinet-Thorbecke riep vragen op bij de Kamerleden, waarbij het bijna tot een duel kwam (november 1854) met Tweede Kamerlid Van Zuylen van Nijevelt nadat deze afgevaardigde zich afvroeg of de koning het gezag over het leger was verloren. Forstner werd in april 1854 benoemd tot voorzitter van de Vereniging van Fabriek en Handwerknijverheid en in december van dat jaar bevorderd tot luitenant-generaal en verkreeg bij besluit van november 1856 vergunning tot het dragen van de versierselen der ridder grootkruis in de Orde van Isabella la Catolica, hem geschonken door koningin Isabella II van Spanje.
Forstner werd per besluit van 30 november 1857 benoemd tot minister van Staat. Na zijn aftreden als minister bij hetzelfde besluit werd onder meer van hem gezegd: Of zijn aftreden te betreuren is oordele men uit zijn politieke loopbaan. Voor hij als staatsman optrad was hij lid en bestuurder van een antirevolutionaire kiesvereniging, geroepen om in het Ministerie Thorbecke deel te nemen, verklaarde hij op de gerezen aanmerkingen, als eerlijk man, de beginselen van dat Ministerie te huldigen; het jaar 1853 kwam, bracht Van Hall aan het bewind en Forstner zag geen bezwaren om met de mannen van de tegengestelde richting aan de groene tafel te zitten. In 1856 moest Van Hall plaats maken voor het Ministerie dat optrad om de geschokte gemoederen te bedaren en de heer Forstner hielp een handje te helpen. Herinneren wij daarbij aan de houding van deze man en de aanvallen tegen de leden der Kamer, die hem nog verleden jaar een terechtwijzing van de voorzitter berokkende, en men beslist dan of zijn aftreden te betreuren is. Forstner was naast minister van Staat tevens benoemd tot adjudant-generaal van de Koning (besluit van 2 januari 1858). Hij vroeg zijn pensioen als luitenant-generaal en als adjudant aan op 17 mei van dat jaar en vestigde zich te Utrecht, waar hij in 1870 overleed.

### Decoraties
Forstner was onder meer ridder vierde klasse in de Militaire Willems-orde, ridder grootkruis in de Orde van de Nederlandse Leeuw, had het Onderscheidingsteken voor Langdurige Dienst als officier met het cijfer 40, het Metalen Kruis, was grootkruis in de Orde van de Eikenkroon van Luxemburg, commandeur in de Orde van de Württembergse kroon van Württemberg, ridder in de Orde van de Zahringer Leeuw van Baden, grootkruis in de Orde van Isabella la Catolica van Spanje, grootofficier in de Orde van Leopold van België, ridder in de Orde van de Witte Adelaar van Rusland en grootkruis in de Orde van Alexander Newsky van Rusland.
- Biografisch Portaal: 19275220
- Digitale Bibliotheek voor de Nederlandse Letteren: fors008
- Gemeinsame Normdatei: 1024381986
- International Standard Name Identifier: 0000 0003 7842 8886
- Nederlandse Thesaurus van Auteursnamen: 070039550
- Parlement.com: vg09llj8gatw
- Virtual International Authority File: 256049864
- WorldCat: E39PBJB8rhvYvY8TPVRrBfXyBP